# Fritz Keßler (Turner)
Fritz Keßler (* 4. November 1854 in Untertürkheim; † 11. Mai 1912 in Stuttgart) war ein deutscher Turner und Turnfunktionär.

## Leben und Werk
Er besuchte das Lehrerseminar und wurde Volksschullehrer in Haslach. Später wechselte er an die Mädchenmittelschule und zuletzt an die Bürgerschule in Stuttgart. 1879 ging er als Gesang- und Turnlehrer an die Eralanstalt in Tübingen. 1881 absolvierte er einen Turnkurs an der Turnlehrerbildungsanstalt in Stuttgart.
Er fand Anfang der 1870er Jahre den Weg zur Turnbewegung und unterrichtete ab 1873 auch Turnern. 1874 wurde er Gauturnwart des Oberen Nechar-Achalmgaus und Leiter der Männerriege der Turngemeinde Tübingen sowie Kreisturnwart des XI. deutschen Turnkreises. Später erfolgte seine Wahl zum Mitglied des Ausschusses der Deutschen Turnerschaft, dessen Vorsitz er in den folgenden Jahren übernahm.
1890 erfolgte seine Berufung zum Leiter der Königlichen Turnlehrerbildungsanstalt in Stuttgart.
1905 leitete er die deutsche Riege beim amerikanischen Bundesturnfest und 1908 bei den Olympischen Spielen.
Er hinterließ zahlreiche Schriften zum Turnen.